# Androglobina
L'androglobina (també coneguda com a ADGB) és una proteïna que representa una nova addició a la família proteica de les globines. Actualment se'n coneixen 8: androglobina, citoglobina, globina E, globina X, globina Y, hemoglobina, mioglobina i neuroglobina.

Es va anomenar androglobina per la seva expressió preferent al teixit testicular dels mamífers (prefix andro- que vol dir "mascle" en grec).

## Genètica i síntesi
L'androglobina és codificada pel gen ADGB, que es situa en el cromosoma 6, concretament en el locus 6q24.3. Aquest gen conté 36 exons i una llargada de 216 kilobases. Una illa CpG s'expandeix al començament del primer exó (des de l'extrem 5'), lloc característic de les zones promotores d'un gen.

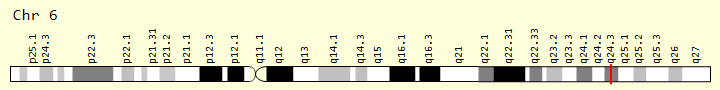
Seccions cromosòmiques del gen ADGB

### Localització de la proteïna
A nivell subcel·lular, l'expressió de l'angroglobina es localitza als mitocondris i també al nucli (al nucleoplasma). Tot i que es creu que la seva activitat principal dins la cèl·lula es troba als mitocondris, no s'ha investigat suficient com per corroborar-ho.
Els tipus de cèl·lula en els quals es pot trobar més androglobina són els espermàtids, cèl·lules ciliades i fotoreceptors.
A escala sistemàtica i de teixits, l'androglobina es troba bàsicament al cervell, a l'aparell respiratori i als teixits de l'aparell reproductor, tant femení com masculí.

### Regulació de l'expressió
S'ha vist que l'androglobina s'expressa en gran manera en les cèl·lules especialitzades en la formació de cilis mòbils. Així mateix, hi ha correlació entre un factor de transcripció que activa la ciliogènesi, el FOXJ1 i l'androglobina. Aquest factor de transcripció és capaç d'augmentar l'expressió del gen ADGB i, per tant, els nivells d'androglobina. Resultats similars s'han obtinugt amb altres factors de transcripció presents en les cèl·lules ciliars.

## Estructura

Predicció de l'estructura tridimensional de la proteïna androglobina

### Estructura de les globines
Les globines són un grup de petites metal·loproteïnes globulars, implicades en la unió i/o transport d'oxigen. Normalment, les globines tenen 8 segments α-hèlix (anomenats A a H) que mostren l'estructura "sandvitx" característica de 3 sobre 3 helicoïdals α. Les globines també contenen un grup protètic hemo, pel qual poden unir-se de manera reversible a lligands gasosos com O₂, CO i NO.
En comparació amb la resta de globines, l'androglobina té una longitud de 1667 residus (que és aproximadament 10 vegades més gran que la globina mitjana que normalment té una longitud entre 140 i 190 residus).

### Estructura primària i secundària
L'androglobina és una proteïna quimèrica que conté una estructura primària de 1500 aminoàcids. Concretament, al N-terminal conté un domini de cisteïna proteasa, seguit per una regió llarga no caracteritzada de 300 aminoàcids. Aquesta regió la segueix un domini central de globina funcional permutada, interromput per un potencial d'unió a calmodulina (CaM). La cadena acaba per la C-terminal que conté una llarga cua de 700 aminoàcids d'identitat actualment desconeguda.
Com la resta de les globines, l'androglobina té una estructura típica de 8 α-hèlix en la qual es pot incrustar un grup prostètic hemo. L'hemo es troba dins d'un "plec de globina" que comparteixen totes les globines. El plec està format per un conjunt de 7 α-hèlixs anomenades A, B, C, D, E, F, G i H, amb l'hèlix D curt que només es present en algunes globines.

### Grup prostètic hemo

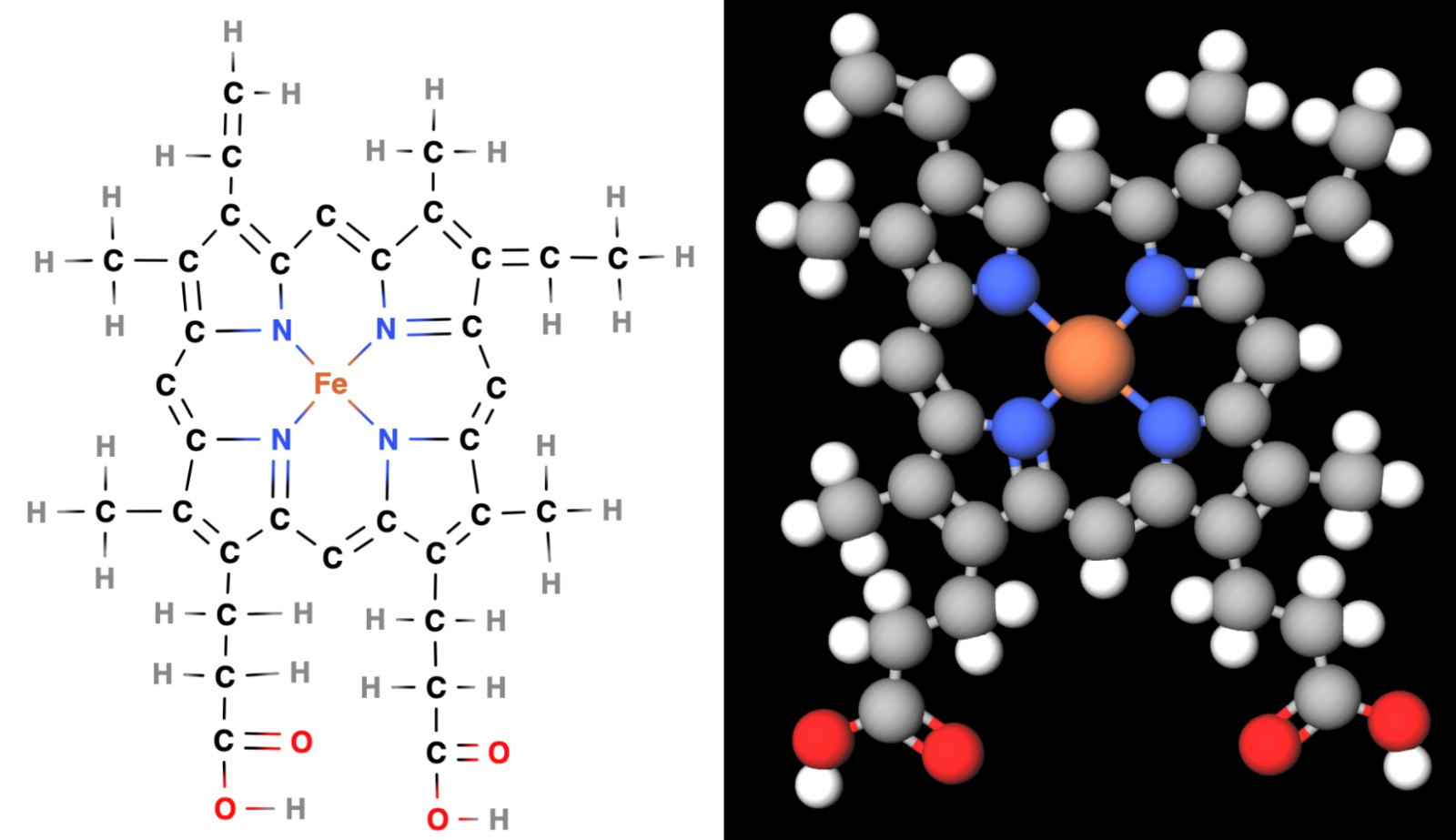
Estructura del grup hemo (protoporfirina de ferro IX). Conté els quatre anells pirrole units per ponts de metilè. També demostra la capacitat del ferro (Fe) per formar quatre enllaços amb el nitrogen (N) del protoporfirina IX (important per la unió de lligands gasosos).

El grup hemo permet la unió de lligands gasosos; una característica que facilita l'intercanvi de gasos en les globines. L'hemo és un anell de protoporfirina tetrapirròlic planar (protoporfirina IX), on hi ha quatre anells de pirrole units per ponts de metilè. Cada protoporfirina IX és capaç de formar quatre enllaços amb un sol ió Fe2+. Cadascun dels 4 enllaços datius entre l'ió Fe2+ i l'anell de protoporfirina, està format per un àtom de nitrogen d'un anell de pirrol donant un parell d'electrons solitaris. El sisè lloc de coordinació de Fe2+ en globines pentacoordenades, és capaç d'unir-se de manera reversible a O₂. Aquesta és una de les maneres en que les globines incorporen el grup hemo ajudan a l'androglubina aconseguir la seva funció.

## Funció i implicació biològica

### Funcions generals de la família de les globines
Evolutivament les globines havien estat principalment enzims, i en menor proporció sensors. Posteriorment, amb l'aparició d'animals més grans, es creu que van evolucionar cap a les actuals proteines amb capacitat de lligar l'oxigen o participar en reaccions redox (com en el metabolisme del monoxid de nitrogen). Dins d'aquesta familia, cal fer una distinció de funcions, entre les globines penta-coordinades (com Hb i Mb) associades al transport i emmagatzematge de oxigen, i les globines hexa-coordinades (com l'ADGB), associades a altres funcions, com la detecció d'oxigen, la senyalització redox i la recolecta de especies reactives d'oxigen i nitrogen.

### Funcions de l'androglobina
La funció de l'ADGB es troba associada a unes funcions genèriques poc definides. Diverses fonts proposen una possible participació durant el procés d'espermatogènesis (per això es troba una elevada expressió del gen ADGB en teixits de testicles que presenten espermatogènesis normal, mentre que es troba absent en biòpsies de teixits absents de espermatosoma). A part dels testicles, l'ADGB es troba associada específicament a tipus de cèl·lules que formen cilis mòbils, encara que no és clar el seu paper en aquest àmbit.

També és possible que l'ADGB jugui una funció redox en els inicis del procés espermatogenètic, sense descartar les seves implicacions en altres funcions, com la detecció d'oxigen, eliminació del ROS o de la dependència oxigènica de l'activitat enzimàtica.

Procés d'espermatogènesis amb les seves respectives fases. Amb lila es marcat el punt del procés on es creu que actua la proteïna ADGB. Els mecanismes encara són desconeguts i, per tant, la representació molecular exacta és limitada. Les zones de l'espermatozoide amb elevats nivells d'ADGB també es troben representats en lila.

###### Espermatogènesi
L'espermatogènesi consisteix en la producció d'esperma a partir de les cèl·lules germinals primordials (PGC). L'inici de l'espermatogènesi suposa la formació d'espermatogònies a partir de les PGC (de les quals n'existeixen diversos tipus). Aquestes cèl·lules són les precursores dels espermatòcits i són les últimes cèl·lules de la línia que pateixen mitosi. Es divideixen una vegada per generar els espermatòcits primaris, les cèl·lules que entren en la meiosi. Cada espermatòcit primari experimenta la primera divisió meiòtica per produir un parell d'espermatòcits secundaris, que completen la segona divisió de la meiosi. Progressivament, les cèl·lules s'allunyen cada cop més de la membrana basal del túbul seminífer i s'acosten al lumen. Les espermàtides es troben a la vora del lumen, i aquí perden les seves connexions citoplasmàtiques i es diferencien en espermatozoides.
S'ha observat que els nivells d'ADGB mRNA en aquestes espermàtides són molt elevats. Així mateix, la presència d'ADGB en les capes que contenen les cèl·lules postmeiòtiques s'intensifiquen en direcció al lumen i a l'esperma madura. Aquest fet demostra que l'ADGB és indispensable per la correcta formació d'espermatozoides i la fertilitat masculina, la seva absència causa malformacions importants al cap i al flagel de l'esperma, en la qual també s'ha pogut localitzar ADGB en la zona collar (centríol) i en l'annu un cop ja sintetitzades.

## Importància biomèdica / conseqüències patològiques

Les zones marcades en lila presenten elevades concentracions d'ADGB (la localització coincideix amb el moment del procés en què participa, veieu imatge anterior)

L'androglobina representa una nova addició a la família de les globines, per això, moltes de les seves funcions biomèdiques i la seva importància encara estan sent investigades i estudiades.
Aquesta proteïna es troba present en aquelles cèl·lules implicades en moviments ciliars, i la seva importància biomèdica resideix principalment en una bona síntesi per tal de dotar a determinades cèl·lules d'aquesta estructura. Per la seva funcionalitat, la síntesi d'androglobina s'acumula principalment en els teixits de l'aparell reproductor masculí (testicles), l'aparell reproductor femení (en les Trompes de Fal·lopi i l'endometri), en els pulmons i en el cervell.
Aparell reproductor femení
Quantitats altes d'ADGB influeixen en les funcions d'unió dels cilis als axons, en el transport microtubular i en el moviment dels cilis. En un estudi s'ha vist que en les Trompes de Fal·lopi actua el FOXJ1 (factor de transcripció principal de la ciliogènesi) com a regulador de l'expressió de l'ADGB, en uns processos relacionats directament amb la formació estructural dels cilis.
Aparell reproductor masculí
La falta d'androglobina està associada a greus alteracions en la forma dels espermatozoides, ja que produeix defectes en l'estructura dels microtúbuls presents en aquests, donant lloc a malformacions com s'explica en l'apartat d'espermatogènesi. A més, la falta d'androglobina reverteix en una disminució en el pes dels testicles, relacionat també amb una producció dispar d'esperma. Aquesta influència que té l'androglobina en la maduració dels espermatozoides i la qualitat del semen és determinant en la fertilitat dels homes. Baixos nivells d'ADGB s'associen a problemes d'infertilitat.
Pulmons
En les cèl·lules pulmonars, l'ADGB és important per a la diferenciació de les seves cèl·lules epitelials i en els cilis per al moviment del tracte respiratori. L'expressió d'ADGB augmenta sobretot en les etapes posteriors de ciliogènesi i de diferenciació. Si aquesta proteïna no se sintetitza correctament, té conseqüències en la formació de teixits i en la mateixa funció pulmonar. La regulació d'aquesta proteïna en els pulmons és portada a terme per la DNAH5 (proteïna específica dels cilis del teixit pulmonar).
Cervell
L'expressió de l'ARNm d'ADGB es troba associat a aquelles cèl·lules ependimàries i neuronals ja madures, permetent la formació de cilis mòbils per a la correcta circulació del líquid cefalorraquidi. La hidrocefàlia és un exemple de malaltia relacionada amb la manca d'aquesta proteïna.